# Ạ̌
Ạ̌ (minuscule : ạ̌), appelé A caron point souscrit, est une lettre latine utilisée dans le hanyu pinyin.
Il s’agit de la lettre A diacritée d’un caron et d’un point souscrit.

## Utilisation
Le ạ̌ est parfois utilisé en hanyu pinyin pour la romanisation du chinois notamment dans certains dictionnaire comme le ABC Chinese–English Dictionary de John DeFrancis publié en 1996, le point souscrit indiquant qu’un syllabe portant un troisième ton, consécutif à une autre portant aussi un troisième ton, est prononcée avec un deuxième ton.

## Représentations informatiques
Le A caron point souscrit peut être représenté avec les caractères Unicode suivants : 
- composé et normalisé NFC (latin étendu additionnel, diacritiques) :

| formes    | représentations | chaînes de caractères | points de code | descriptions                                               |
| --------- | --------------- | --------------------- | -------------- | ---------------------------------------------------------- |
| capitale  | Ạ̌               | Ạ◌̌                    | U+1EA0 U+030C  | lettre majuscule latine a point souscrit diacritique caron |
| minuscule | ạ̌               | ạ◌̌                    | U+1EA1 U+030C  | lettre minuscule latine a point souscrit diacritique caron |

- décomposé et normalisé NFD (latin de base, diacritiques) :

| formes    | représentations | chaînes de caractères | points de code       | descriptions                                                           |
| --------- | --------------- | --------------------- | -------------------- | ---------------------------------------------------------------------- |
| capitale  | Ạ̌               | A◌̣◌̌                   | U+0041 U+0323 U+030C | lettre majuscule latine a diacritique point souscrit diacritique caron |
| minuscule | ạ̌               | a◌̣◌̌                   | U+0061 U+0323 U+030C | lettre minuscule latine a diacritique point souscrit diacritique caron |

## Sources
- (en) John DeFrancis (dir.), ABC Chinese–English Dictionary, University of Hawaiʻi Press, 1996 (ISBN 0824817443, lire en ligne)